# 内之浦宇宙空間観測所

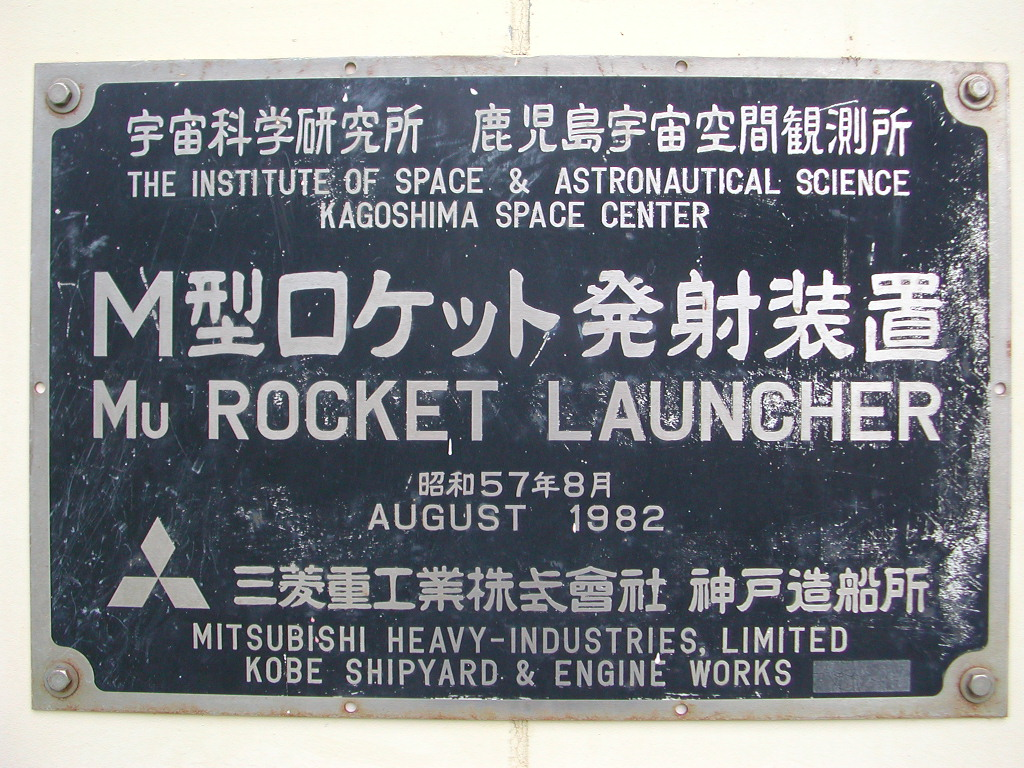
M型ロケット発射装置のプレート（2001年8月15日、内之浦宇宙空間観測所、当時は鹿児島宇宙空間観測所）

内之浦宇宙空間観測所（うちのうらうちゅうくうかんかんそくしょ、英語: Uchinoura Space Center：USC）は、鹿児島県肝属郡肝付町（旧内之浦町）にある日本の宇宙空間観測施設・ロケット打ち上げ施設。世界でも珍しい山地に立つロケット発射場である。鹿児島宇宙センターの所管であり、敷地面積は70万4345平方メートル。
2007年にDOCOMOMO JAPAN選定 日本におけるモダン・ムーブメントの建築に選ばれた。

## 概要
宇宙航空研究開発機構（JAXA）の施設の一つで、日本最初の人工衛星である「おおすみ」（内之浦のある大隅半島にちなんで名づけられた）の打ち上げなど、ISASが独自に開発した固体燃料ロケットであるカッパ、ラムダ、ミューなどを用いての宇宙観測や技術試験、天文観測衛星・惑星探査機の打ち上げ、また、それらの追跡・管制を行っている。
日本国内のロケット打ち上げ施設としては種子島宇宙センターと並ぶ存在である。市街地から離れ、物資輸送が便利で、東側が開け、国内で地表の自転速度が速い地域という立地条件より種子島とともに選ばれた。前身は文部省宇宙科学研究所（ISAS）付属の東京大学鹿児島宇宙空間観測所で、JAXA統合後に現在の名称に改められ、鹿児島宇宙センター（組織名）の主たる事業所である種子島宇宙センター（事業所名）の傘下にある施設という位置付けである。
糸川英夫が最初に内之浦町の現地調査を行ったのが1960年10月24日、1961年4月11日に東京大学生産技術研究所が内之浦を射場として選定し、その後、秋田ロケット実験場に続く日本で2番目のロケット打ち上げ施設として1962年2月2日に起工、1963年12月9日に開所された。旧名称の英略はKSCでケネディ宇宙センターと同じであった。しかし、命名はこちらの方が先であるという経緯もあり、かつては元祖KSCを名乗っていた。この観測所で最初に打ち上げられたのがOT-75ロケット1号機で、1962年2月2日に町民約2000人と関係者約250人が集まって執り行われた観測所起工式で祝砲代わりに打上げられた。
建設当時、世界のロケット発射場は平地にしかなく、内之浦宇宙空間観測所は、世界初の山地にたつロケット発射場であった。その後、広い平地を持たぬ北欧諸国の山間部にもロケット発射場が建設されることとなりオーロラ観測等に大きく寄与した。
内之浦では、大型ロケットの打ち上げとしては世界的に珍しい傾斜発射を行うことを特徴としていた。これは、ロケットを早く海上に放出することで、万一事故が発生した場合の被害を少なくするためである。この傾斜発射台はイプシロンロケットでは不要な為、通常の垂直発射台に改造された。

## 主なロケット打ち上げ実績
- カッパロケット - K-8、K-9M、K-10など全100機以上
- ラムダロケット - L-2、L-3、L-4Sなど全25機
- ミューロケット - M-4S、M-3SII、M-Vなど全32機
  - 1998年7月4日、M-Vロケット3号機によって火星探査機のぞみが打ち上げられた[7]。
  - 2003年5月9日、M-Vロケット5号機によって小惑星探査機はやぶさが打ち上げられた[8]。
- イプシロンロケット - 6機
- 観測ロケット等の多種多様な小型ロケット 全200機以上
  - 2018年2月3日、SS-520ロケット5号機によって超小型衛星TRICOM-1Rが打ち上げられた[9]。

計約400機が打ち上げられている。
- 2003年5月9日13時29分「はやぶさ（MUSES-C）」を、小惑星「イトカワ」へ打ち上げた。小惑星から表面の物質（サンプル）を地球に持ち帰る技術（サンプルリターン）を実証し、2010年6月13日に地球へ帰還。搭載カプセルをオーストラリア・ウーメラ砂漠へ落下させ、その運用を終えた（はやぶさ初号機）。「はやぶさ」は糸川英夫博士設計の「隼」に、小惑星「イトカワ」は糸川英夫の名に因む。

- 2021年10月1日午前9時55分、イプシロンロケット5号機の打ち上げで、ロケットの位置や速度を測る移動式レーダーの時刻表示がずれていることがわかり、予定時刻の19秒前にカウントダウンが緊急停止した[10]。

## 主な施設

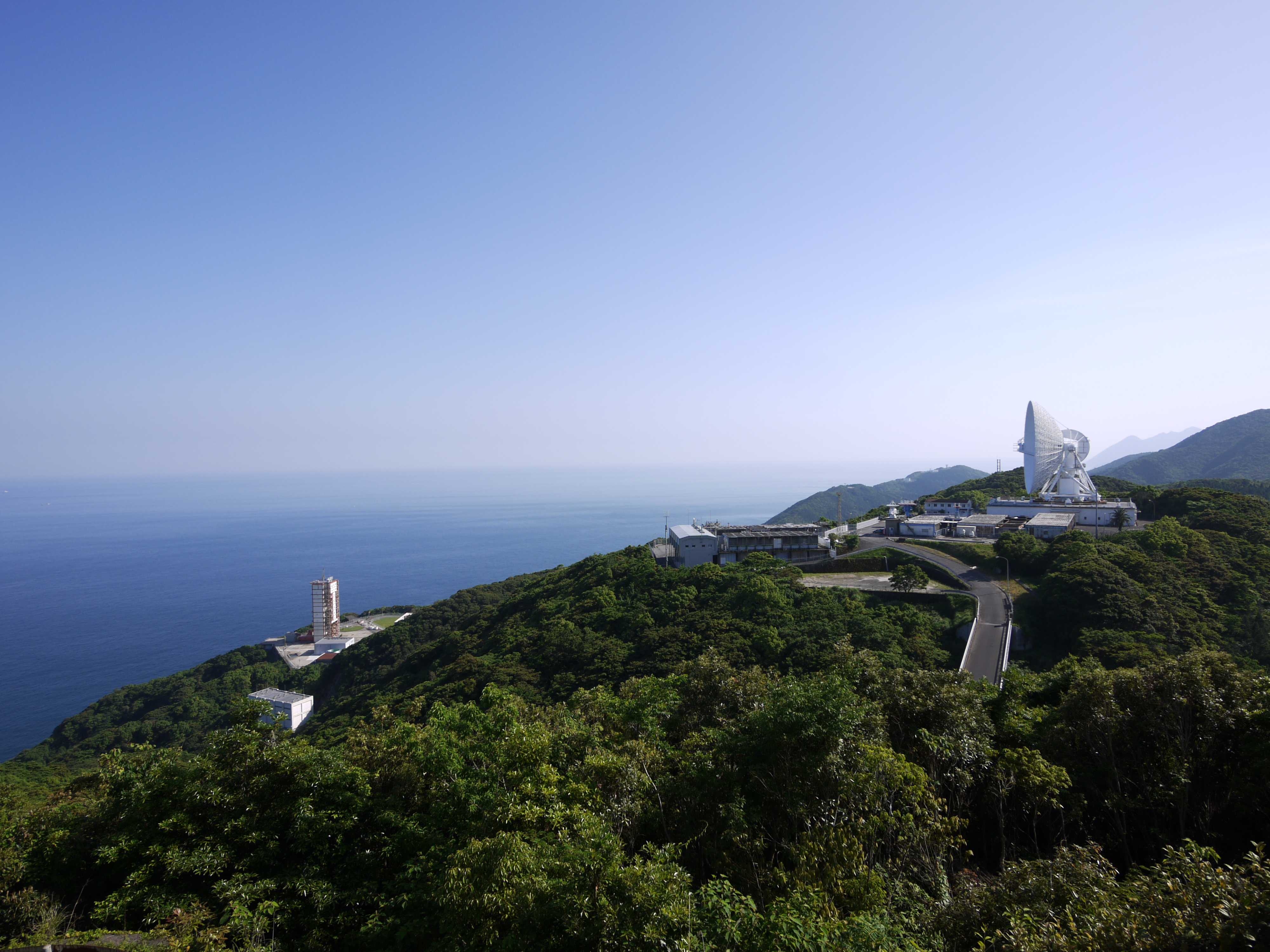
衛星ヶ丘からの眺望 左にミューセンター台地、中央にコントロールセンター、右に34mパラボラアンテナと局舎が見える（2015年5月）

Μセンター（ミューセンター）
標高210メートル、面積2万5000平方メートルのミューロケットの発射を行う施設。ミュー台地と呼ばれている。ロケット組立、打ち上げ管制、発射装置（発射塔とランチャー）などの機能を持つ。固体燃料ロケットとしては世界最大級のM-Vロケットの打ち上げに使用されていた。2001年までは2基目のラムダ発射台が設置されており、ロケットセンターがKSセンターに改修された後のラムダロケットの打ち上げに使用されていた。
初代の整備塔は総重量約500トンで、4つの旋回台車で円形レール上を動いて方位角を設定し、ランチャーを7メートル前に動かして整備塔の外に出し、最後に傾けて上下角の設定を行った。その後、整備塔は改修で総重量700トンになり、固定された整備塔から総重量260トンを超える旋回半径12メートル以上のランチャーが旋回することにより塔外に出し、その上で傾けて上下角の設定を行う方式に変更された。
M-Vロケット廃止に伴いイプシロンロケット打ち上げ用に改修された。イプシロンロケットの垂直打ち上げ方式では旋回させた後の位置が固定されるため、煙道が設けられている。
KSセンター
標高276メートル、面積7000平方メートルの小型のSS-520ロケット、S-520ロケット、S-310ロケット、MT-135型観測ロケットの発射を行う施設。KS台地と呼ばれている。ロケット組立、打ち上げ管制のコントロールセンター、ランチャーなどの機能を持つ。ランチャーは高さ約17メートルの鉄筋コンクリート製ランチャードームの屋内に設置されている。打ち上げ時には天井が開く仕組みとなっており、ロケットはドーム内で打ち上げ態勢に入り、そのまま打ち上げられる。
ラムダ発射台（国立科学博物館前に展示されている）等の設備を有していたロケットセンターの跡地に建設されたものである。1970年2月11日に日本初の人工衛星「おおすみ」はここから打ち上げられた。
コントロールセンター
KSセンターから打ち上げる観測ロケットの打ち上げを管制する施設。
打ち上げ管制センター
内之浦宇宙空間観測所で打ち上げられるロケットの打ち上げ管制を行う施設。爆破指令もここで行う。ロケットの最終段燃焼終了後、衛星・探査機の管制は宇宙科学研究所（神奈川県相模原市）内の管制センターに引き継がれる。
気象班が勤める気象情報センターはこの建物の奥にある。そこには何者かが持ち込んだ表や裏に晴れ、雨、曇りなどと書かれた下駄があり、今でも展示されている。
レーダテレメータセンター
宮原地区にあるロケット追跡用の施設で、直径7メートルのロケット追尾用レーダーと、直径11メートルのテレメータ・コマンド送受信アンテナが設けられている。ロケットの電波誘導コマンド機能を持っている。
60センチメートル反射式天体望遠鏡及びシュミット式望遠鏡
主として、打ち上げた衛星の追跡を行う望遠鏡。60センチメートル反射式天体望遠鏡は日本光学工業（現・ニコン）製。衛星追跡用として開発が行われたもので、国内では珍しいグレゴリアン式反射望遠鏡となっている。
テレメーターセンター
10メートルアンテナ
地球周回軌道の科学衛星との交信を行うアンテナ。UHF帯及びS帯に対応している。2010年現在あけぼのの運用のみに使用されている。
20メートルアンテナ
観測所の敷地内で一番高い台地である気象台地（衛星ヶ丘展望台）に設置された、主に地球周回軌道の科学衛星との交信を行うアンテナ。S帯の送受信及びX帯の受信に対応している。宇宙探査機の電波捕捉用として用いられる場合もある。1989年度に完成した。
34メートルアンテナ
地球周回軌道の科学衛星及び宇宙探査機との交信を行うアンテナ。S帯及びX帯の送受信に対応し、Ka帯の受信にも対応している（受信装置は未整備）。1998年度に完成した。44メートル×29メートルの大きさを持つアンテナペデスタル（アンテナ局舎）の上に設けられており、台風の多い地域のため最大瞬間風速90メートル毎秒に耐えられる設計で、総重量は820トンになるが、周回衛星の追跡ができるように方位角方向で毎秒5度、仰角方向で毎秒2.5度の速さで動かせる性能を持っている。臼田宇宙空間観測所の64メートルアンテナのバックアップとしても位置づけられている。
JAXAサイト内にみられる「うっちーさん」とは、当観測所の34メートルアンテナのことである。台風銀座に建設された為、強風時の運用に優れている。（一方、「うすださん」とは臼田宇宙空間観測所の64メートルパラボラアンテナのことである。）
管理棟
事務作業や施設の維持管理、会議などを行う建物。
計器センター
記者会見室がある建物で、ロケット打ち上げ前後に記者会見が行われる。
イプシロン管制センター（ECC）
2013年3月、イプシロン用に宮原地区に新たに建設された2階建て・延べ床面積545.79平方メートル・鉄筋コンクリート造の施設。発射管制室、衛星管制室、気象室、打ち上げ時の周辺の陸海空域の安全確認を行う総合防災室、企画調整室、打上げ実施責任者室、会議室等が設けられている。
イプシロン支援センター（ESC）
2015年3月、イプシロン用に宮原地区に新たに建設された2階建て・延べ床面積1190.98平方メートル・鉄筋コンクリート造の施設。イプシロンロケットのロケット系、衛星系、総務系、企画系の担当者が射場作業を行う。
宇宙科学資料館
ロケットや科学衛星、科学機器のモデルなどが展示されている。開館時間は8:30 - 16:30、原則として年中無休（ロケット打ち上げ時は臨時閉館）で入館料は無料である。
多くの建物が1970年代の物、もしくはそれに改修を加えた物であり、設備も古く1970年代の管制装置を2006年初頭まで運用していた。管制室内で雨漏りまでする状態であったが、その箇所から機材を遠ざけるなどして対処していた。1997年のM-Vロケット1号機の打ち上げ直前に、アメリカ航空宇宙局（NASA）の宇宙科学局長であるウェズリー・ハントレスらが視察に訪れた際には、「マリリン・モンローが浮浪者の服を着ているみたいだ」と老朽化した施設・設備を嘆いた。
文部省時代には敷地にフェンスは存在しなかったが、宇宙航空研究開発機構が発足して半官半民の組織となったため、施設管理が厳格になったことと、宇宙観測機の打ち上げで人的被害が出ることを危惧して対応が行われた。敷地内には糸川英夫博士生誕100周年記念銅像（2013年11月11日に建立）と「おおすみ」記念碑が並んで設けられている。

## 所在地
- 鹿児島県肝属郡肝付町南方1791-13
  - 鹿児島交通「内之浦」バス停からタクシーで約5分

## ロケット打ち上げ時の展望場所
記載の場所以外でも、打ち上げに上空を飛ぶロケットを見ることは可能。
宮原一般見学場（IHIスペースポート内之浦）
ロケット打ち上げ時の様子を直接確認できる。アクセスは自家用車のみ。来場者が多数予想される場合は抽選。

## ギャラリー

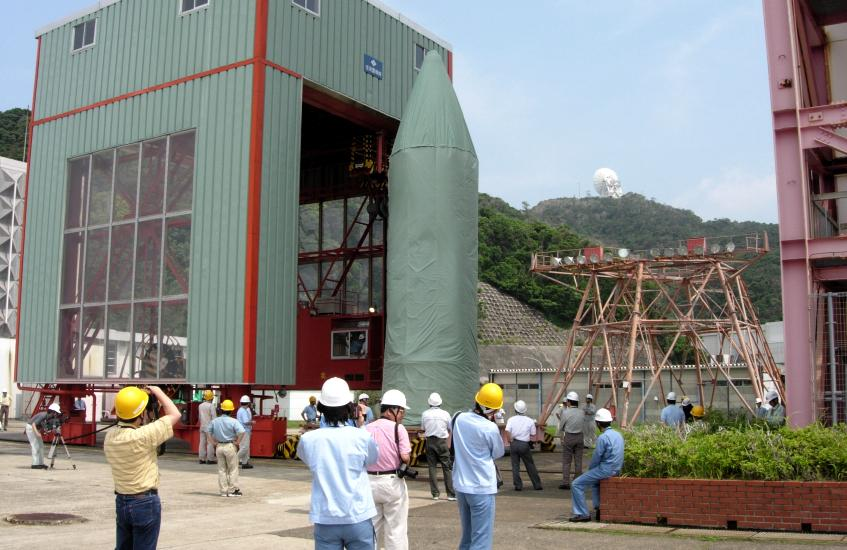
ロケット3段目の移動（すざく）
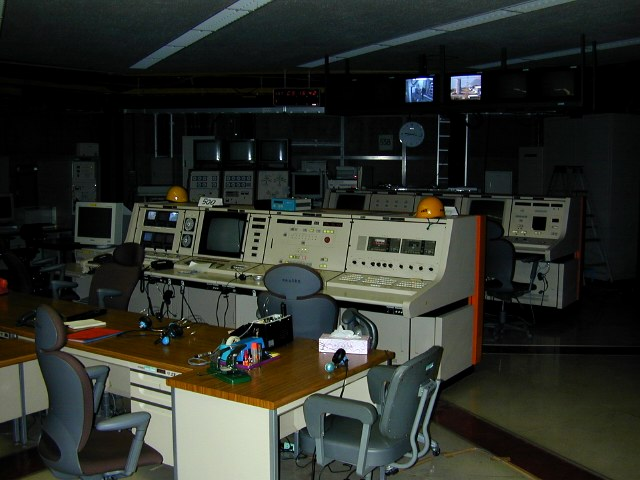
無人のコントロールセンター（2002年撮影）
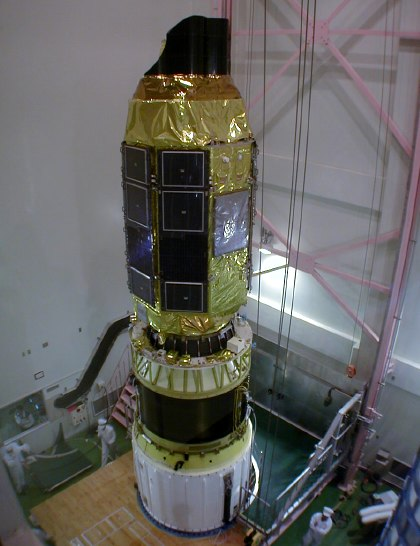
M-V3段目に取り付けられたASTRO-E
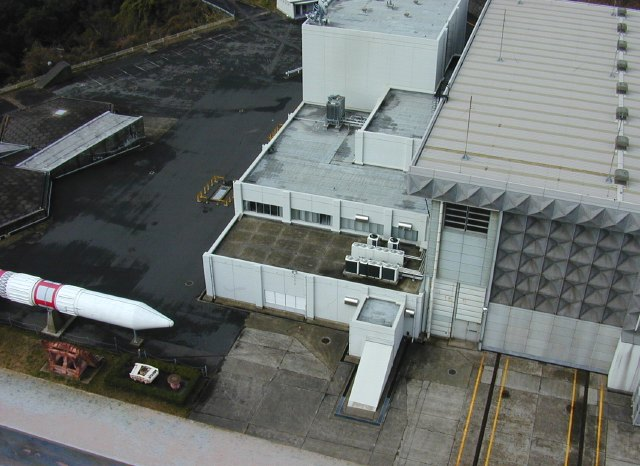
発射塔から見下ろした組み立て施設。レールが見える

### 本施設の運用機関
- 宇宙科学研究所（現・宇宙航空研究開発機構宇宙科学研究所）

### ロケット

#### 衛星打ち上げロケット
- ラムダロケット
  - L-4Sロケット
- ミューロケット
  - M-4Sロケット
  - M-3Cロケット
  - M-3Hロケット
  - M-3Sロケット
  - M-3SIIロケット
  - M-Vロケット
- イプシロンロケット

#### 観測ロケット
- カッパロケット
- MT-135ロケット
- S-160ロケット
- S-210ロケット
- S-310ロケット
- S-520ロケット
- SS-520ロケット

### 大型衛星打ち上げ実施機関
- 宇宙開発事業団（現・宇宙航空研究開発機構）
  - 種子島宇宙センター